# Hiremugadur, Savanur
Hiremugadur là một làng thuộc tehsil Savanur, huyện Haveri, bang Karnataka, Ấn Độ.